# Giro del Trentino Alto Adige
Der Straßenradrennen Giro del Trentino Alto Adige, auch „Giro del Trentino Internazionale Femminile-Memorial Audenzio Tiengo“, wurde im Frauenradrennsport von 1994 bis 2017 jährlich im Juni in Trentino-Südtirol ausgetragen. Nach einer Austragung 1994 als Eintagesrennen wurde der Wettbewerb von 1995 bis 2013 als Etappenrennen ausegtargen und war zuletzt Teil des UCI-Rennkalenders, Kategorie 2.1. Von 2014 bis 2017 wurde es als Eintagesrennen in der Kategorie 1.1 ausgetragen.

## Palmarès
| - 2017 Nikola Nosková - 2016 Katarzyna Niewiadoma - 2015 Amanda Spratt - 2014 Valentina Scandolara - 2013 Evelyn Stevens - 2012 Linda Villumsen - 2011 Judith Arndt - 2010 Emma Pooley - 2009 Nicole Cooke - 2008 Fabiana Luperini - 2007 Edita Pučinskaitė - 2006 Swetlana Bubnenkowa | - 2005 Swetlana Bubnenkowa - 2004 Tina Liebig - 2003 Luisa Tamanini - 2002 Fabiana Luperini - 2001 Sinaida Stahurskaja - 2000 Pia Sundstedt - 1999 Fabiana Luperini - 1998 Monica Bandini - 1997 Pia Sundstedt - 1996 Fabiana Luperini - 1995 Fabiana Luperini - 1994 Imelda Chiappa |